# Berry–Esseen-tétel
A Berry–Esseen-tétel a centrális határeloszlás-tételben említett konvergencia sebességére ad mennyiségi választ egy adott maximális hibahatár figyelembevételével, a közelítő normális eloszlás és a valóságos minta középértékére vonatkozóan.
A tétel  több változatban is létezik, mivel azt két matematikus Andrew C. Berry (1941-ben), Carl-Gustav Esseen (1942-ben) ) egymástól függetlenül fedezte fel, és ők és más szerzők is folyamatosan finomították a tételt az idők során.
A valószínűségszámítás elméletében, és a statisztika területén, a centrális határeloszlás-tétel azt állítja, hogy egy véletlenszerű mintavétel középértékének az eloszlása a normális eloszláshoz konvergál, ha minták száma elég nagy és tart a végtelenhez.
Eloszlástételek esetében, melyeknél a konvergencia lényeges szerepet tölt be, jelentősége van a konvergencia sebességének.
Itt a tételben szereplő standardizált összeg-eloszlás görbék esetében az lehet érdekes, hogy milyen gyorsan simulnak rá a standard normális eloszlás
görbéjére.
A sebességgel kapcsolatos kifejezésben szerepel egy C konstans.
A különböző szerzők kutatásai során ez a C érték több változáson ment keresztül.
1942-ben Essen 7,59-re értékelte, majd 0,7882 (van Beek (1972)), 0,7655 ( Shiganov (1986),  0,7056 ( Shevtsova (2007)),  0,7005 (Shevtsova (2008)), 0,5894 ( Tyurin (2009)), 0,5129  ( Korolev & Shevtsova (2009)) és 0,4785 ( Tyurin (2010)).
A konvergencia sebessége, vagyis az az időtartam, mely után az adott jelenség elegendően jól simul a normális eloszlás görbéjéhez, lényeges lehet egyes folyamatok kiértékelése során, mivel számos jelenség a centrális határeloszlás-tétel szerint viselkedik, és ezek között műszaki berendezések működésénél meghatározó lehet. 	